# Domen Slana
Domen Slana, slovenski slikar, oblikovalec in kipar, * 23. januar 1967, † 26. december 2022.

## Življenjepis
Domen Slana je bil sin slovenske slikarke Dore Plestenjak in slikarja Franceta Slane in polbrat glasbenika Jana Plestenjaka. Na Akademiji za likovno umetnost je diplomiral leta 1989. Večino časa je živel v Puštalu pri Škofji Loki in deloval kot samostojni umetnik.
Slikal je v tehnikah akvarel in olje na platnu. Na inovativen način je oblikoval stole, včasih iz povsem vsakdanjih predmetov, iz različnih materialov je oblikoval ptiče in očala.